# ヤクート人
ヤクート人（ロシア語: Якуты、サハ語: Саха）は、主に北東アジアに居住するテュルク系民族に属して、サハ人と自称する。ロシア連邦サハ共和国の主要構成民族の1つである。人種的にはモンゴロイドにあたる。

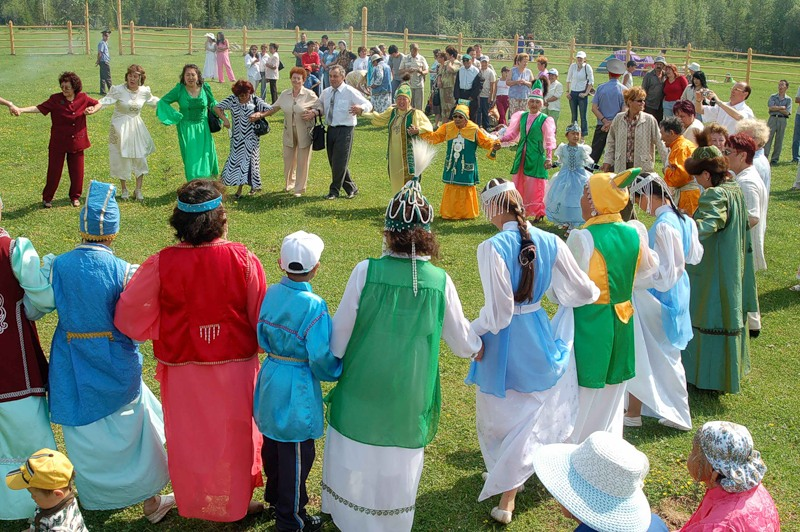
民族衣装を着て踊るヤクートの人々

## 居住地と人口
サハ語はテュルク諸語に属し、ロシア連邦内の話者人口はサハ共和国を中心に45万6千人を数える（ロシア国勢調査、2002年）。サハ共和国以外にも、周辺のアムール州、マガダン州、樺太（サハリン）およびタイミル自治管区、エヴェンキ自治管区（両管区とも2007年にクラスノヤルスク地方に併合された）にも居住している。サハ共和国の人口はおよそ98万人で、そのうち約38万2千人がヤクートとされ、これは人口の約39%に相当する。サハ共和国の人口に占めるヤクート族の割合は、ソヴィエト連邦時代に、強制移住をはじめとする移住政策によって減少したが、ソ連崩壊後はわずかながら増加に転じている。話者人口が比較的大きいため、ロシア連邦内の他の少数言語に比べると、サハ語の絶滅の危険性は少ないとされている。

## 起源
多くの民族学者の見解によれば、ヤクートはもともとオリホン島およびバイカル湖一帯からレナ川中流域、アルダン川、ビリュイ川流域にかけての地域に居住し、ツングース系のエヴェンやエヴェンキなどの他の北方系少数民族と混交し、その後現在の地に移住したものと考えられる。
遺伝学的にはウラル系民族に多いY染色体ハプログループNを88%の高頻度で持つ。もともとウラル語族を使用する民族（サモエード人など）であったが、ある時点でテュルク系言語に言語交換を起こしたものと考えられる。
ancient north eurasianと呼ばれるヨーロッパ関連の人口から10〜20%程度遺伝的流動を受けている。

## 細分
現在のヤクートは居住地域と生計手段の点から、2つのグループに分けられる。すなわち、北部に住むヤクートは歴史的にはトナカイを飼育しながら半遊牧的生活を送る狩猟採集民であるのに対し、南部に住むヤクートはウマやウシの畜産にも従事している。どちらのグループも歴史的にはゲルに居住し、夏と冬に居住地を移動する。

## 歴史
1620年代に、ロシア人が彼らの居住地に入植するようになり、ヤクーチアを自国の領土として併合し、毛皮税を賦課するようになる。1634年から1642年の間に数回ヤクートは反乱により抵抗したが、いずれもロシアによって弾圧された。金の発見と、後のシベリア鉄道の建設により、更に多くのロシア人が入植し、1820年代にはほぼすべてのヤクートが正教会に改宗させられた。ただし、ヤクートは今日でも多くのシャーマニスティックな習慣を残している。
1919年、新しく発足したロシア・ソビエト連邦社会主義共和国政府は、この地域をヤクート自治ソビエト社会主義共和国と名付けた。
戦時中の樺太敷香郡敷香町オタスでは、「トナカイ王」と呼ばれたヤクート民族のドミートリー・ヴィノクーロフ がヤクーチア（サハ共和国）の独立に向け、日本の支援を求めた。
1991年8月15日、ヤクート自治共和国の最高会議はヤクート共和国の独立を宣言したが、共和国内の人口に占めるロシア人の割合がヤクートを大きく上回っていたために、実現には至らなかった。

## 宗教
テュルク系民族であるが、イスラム教ではなくロシア正教が一般的である。一部には伝統的なシャーマニズムの信仰も受け継がれている。

## ヤクートが主題の作品
フランスのプロデューサーエクトル・ザズーの1994年のアルバムChansons des mers froides（「つめたい海の歌」）に、「ヤクートの歌」として喉歌の歌手Lioudmila Khandiの歌う曲が収められている。